# Enlèvement de Bernard Galle
Pour les articles homonymes, voir Galle.
L’enlèvement de Bernard Galle a lieu le 22 septembre 1980 entre Lissieu et Lyon. Malgré le versement d'une rançon de 5 millions de francs, ce clerc de notaire n'a jamais été retrouvé.

## Le contexte
Bernard Galle, né le 14 avril 1946 à Lyon, est clerc de notaire dans l'étude de son beau-père Me Louis Chaine, conseiller général du Rhône. Le frère de ce dernier, Jacques Chaine, PDG du Crédit lyonnais, a été tué dans la rue par un anarchiste autonome, Jean Bilski, le 14 mai 1976.

## Enlèvement
Bernard Galle quitte son domicile à Lissieu le matin du lundi 22 septembre 1980 vers 7 h 45 dans une Austin Mini blanche pour se rendre à son travail. La voiture est retrouvée à sa place habituelle mais Bernard Galle a disparu, nul ne l'a revu depuis. Dès 9 h le même jour, un premier coup de fil anonyme annonce l'enlèvement. Un deuxième appel dans l'après-midi fixe le montant de la rançon.

## Rançon
Le lendemain, Me Chaine publie un communiqué où il annonce l'enlèvement de son gendre avec une demande de rançon de 5 millions de francs. Il prie la police et la presse de ne pas se mêler du rapt de son gendre.
Le 26 septembre, un jeune homme de 19 ans tente de récupérer une rançon à la gare de Bourg-en-Bresse, il est arrêté, écope de 3 ans de prison mais il est rapidement évident qu'il est étranger à l'enlèvement.
Le 12 octobre, une preuve de vie semble convaincre la famille Chaine que Bernard Galle est toujours vivant. Une première tentative de versement de rançon tourne court, peut-être en raison d'une présence policière.
Le vendredi 17 octobre 1980, la rançon est versée aux ravisseurs par l'intermédiaire de Me Rousseau, l'associé de Me Chaine. À l'issue d'un jeu de piste à moto, deux hommes portant armes et masque s’emparent de la mallette de billets ainsi que de la moto. Malgré ce versement et de nombreux appels publics aux ravisseurs, Bernard Galle ne réapparaît pas.

## Recherches infructueuses
De nombreuses pistes se révèlent des impasses pour les enquêteurs, y compris celle d'un faux enlèvement orchestré par Bernard Galle lui-même. En 1981, deux billets appartenant à la rançon sont retrouvés dans le département de la Loire, mais il se révèle impossible de remonter à la source.
Aucun corps ne sera jamais retrouvé, l'énigme reste entière. Bernard Galle est déclaré décédé par un jugement du tribunal civil de Lyon le 16 avril 1982 et l'enquête est définitivement classée par la justice en 1989.

## Sources
- Sophie Monnier-Majou, L'énigme du rapt de Bernard Galle in 40 Faits divers extraordinaires, tome 1, 2011 Hors-série Édition Le Progrès,  (ISBN 978-2918756071)
- Enlèvement de Bernard Galle: articles de presse 1980 - 1982, éd. Bibliothèque municipale, Lyon, 1983
- Jean-Louis Crozier, L'homme du dernier espoir, éd. Tchou, 1982
- Journal de l'année, p. 361, éd. Larousse, 1982
- Catherine Simon-Lénack, Robert Daranc, Guide de Lyon des faits divers: De l'Antiquité à nos jours, éd. Le Cherche Midi, 2005,  (ISBN 2749104831)